# Maria Stankiewicz
Maria Magdalena Stankiewicz (ur. 31 grudnia 1957 w Toruniu) – polska biolożka, specjalistka w zakresie biofizyki i fizjologii zwierząt, profesor nauk biologicznych, profesor zwyczajny Uniwersytetu Mikołaja Kopernika w Toruniu.

## Życiorys
W 1981 ukończyła studia biologiczne na Uniwersytecie Mikołaja Kopernika w Toruniu. Doktoryzowała się w 1985 w Instytucie Fizjologii i Żywienia Zwierząt im. Jana Kielanowskiego PAN w oparciu o pracę Ocena ontogenetycznych zmian maksymalnie możliwej produkcji ciepła przez embriony kurze na podstawie zmian całkowitej aktywności oksydazy cytochromowej. Stopień doktora habilitowanego uzyskała w 2000 na UMK na podstawie rozprawy pt. Kanały sodowe w błonach neuronalnych owadów jako miejsce docelowe działania neurotoksyn pochodzących z jadu skorpionów. Tytuł naukowy profesora nauk biologicznych otrzymała 14 kwietnia 2008.
Zawodowo związana z Uniwersytetem Mikołaja Kopernika w Toruniu, na którym doszła do stanowiska profesora zwyczajnego (2012). W 2000 została kierownikiem Zakładu Biofizyki. W latach 2008–2012 była dyrektorem Instytutu Biologii Ogólnej i Molekularnej na Wydziale Biologii i Nauk o Ziemi. W kadencjach 2012–2016 i 2016–2020 wybierana na prodziekana Wydziału Biologii i Ochrony Środowiska UMK.
Specjalizuje się w biofizyce, elektrofizjologii i fizjologii zwierząt. Prowadzi badania nad mechanizmami działania substancji neurotoksycznych na układ nerwowy z wykorzystaniem metod elektrofizjologicznych. Opublikowała ponad 100 prac, była promotorem w trzech przewodach doktorskich. Została członkiem International Society on Toxinology, Societe Française pour l'Etude des Toxines i Polskiego Towarzystwa Badań Układu Nerwowego.
Odznaczona Srebrnym Krzyżem Zasługi (2005) i Medalem Komisji Edukacji Narodowej (2008).